# Велосипедисты (мультфильм)
«Велосипедисты» (хорв. Cyclists) — хорватско-французский короткометражный анимационный фильм 2018 года Велько Поповича, сопродюсированный и распространяемый на международном уровне хорватской компанией Bonobostudio.
Мультфильм снят в жанре комедии, действие которой происходит в маленьком средиземноморском городке, обладающем уникальной эстетикой с яркими летними красками. В основу художественного стиля короткометражки легло искусство хорватского художника и скульптора Васко Липоваца, а сама её идея базируется на его известной инсталляции с изображением 66 велосипедистов, созданной для выставки в загребском Павильоне искусств в 1995 году.

## Сюжет
Велосипедный сезон близится к своему грандиозному финалу. Во время финальной гонки двое лидеров борются за нечто большее, чем Большой трофей — они сражаются за внимание дамы и исполнение своих эротических фантазий

## Разработка
При создании мультфильма Велько Попович внимательно изучал искусство Васко Липоваца и экспериментировал с компьютерной графикой и 3D-анимацией, пытаясь воссоздать позы персонажей, нехарактерных для его прежних мультфильмов.

## Признание
Премьера «Велосипедистов» состоялась на фестивале Animafest в Загребе в июне 2018 года, где они были удостоены награды за Лучший хорватский мультфильм. Кроме того, работа Поповича получила премии на Международном фестивале анимации в Хиросиме, кинофестивале Бетина, фестивале Линолеум и Днях хорватского кино, а также приз жюри на Международном фестивале анимационных фильмов в Анси.